# EMD SD40A
EMD SD40A는 1969년부터 1970년 사이에 제너럴 모터스 일렉트로 모티브 디비전에서 제작한 디젤 전기 기관차 모델이다. 일리노이 센트럴 철도로 총 18대의 기관차가 제작되었다.

## 역사
1969년 부터 1970년 사이에 제너럴 모터스 일렉트로 모티브 디비전에서 일리노이 센트럴 철도로 총 18대의 차량이 제작되었다. SD40A는 EMD SDP45의 차체를 기반으로 제작된 EMD SD40으로 설계되었다. 더 긴 SDP45 차체 덕분에 5000갤런 용량의 연료 탱크 장착이 가능했다.
이 기관차는 3,000 마력 (2,200 kW)의 16기통 EMD 645E3 디젤 엔진으로 구동한다. 일리노이 센트럴 철도는 SDP45에 사용된 대용량 연료 탱크를 사용하여 SD40A를 장거리 로드 스위처로 사용했다.
1972년, 일리노이 센트럴 철도는 걸프, 모바일 앤드 오하이오 철도와 합병하여 일리노이 센트럴 걸프 철도를 형성했다. 이에 따라 모든 유닛이 1984년과 1986년 사이에 일리노이 센트럴 걸프 철도의 도색으로 다시 도색되었지만 "Illinois Central" 레터링은 유지되었다. 1986년과 1989년 사이에 다시 한번 도색되었지만 "ICG"라는 글자가 패치로 붙었다.
일리노이 센트럴은 1992년에 기관차 임대 회사인 헬 리싱과 내셔널 철도 장비에 SD40A 6대를 매각했다. 나머지 차량은 SD40-2R 기관차로 개조되었는데, 이 과정에서 다이나믹 브레이크가 제거되고 기관실이 개조되었다. 일리노이 센트럴의 후신인 캐나디안 내셔널 철도는 남아 있던 SD40A를 2010년에 고철 매각했다. 6009호 및 6014호 기관차는 인디애나 박스카 코퍼레이션에서 인수했다.

## 보존

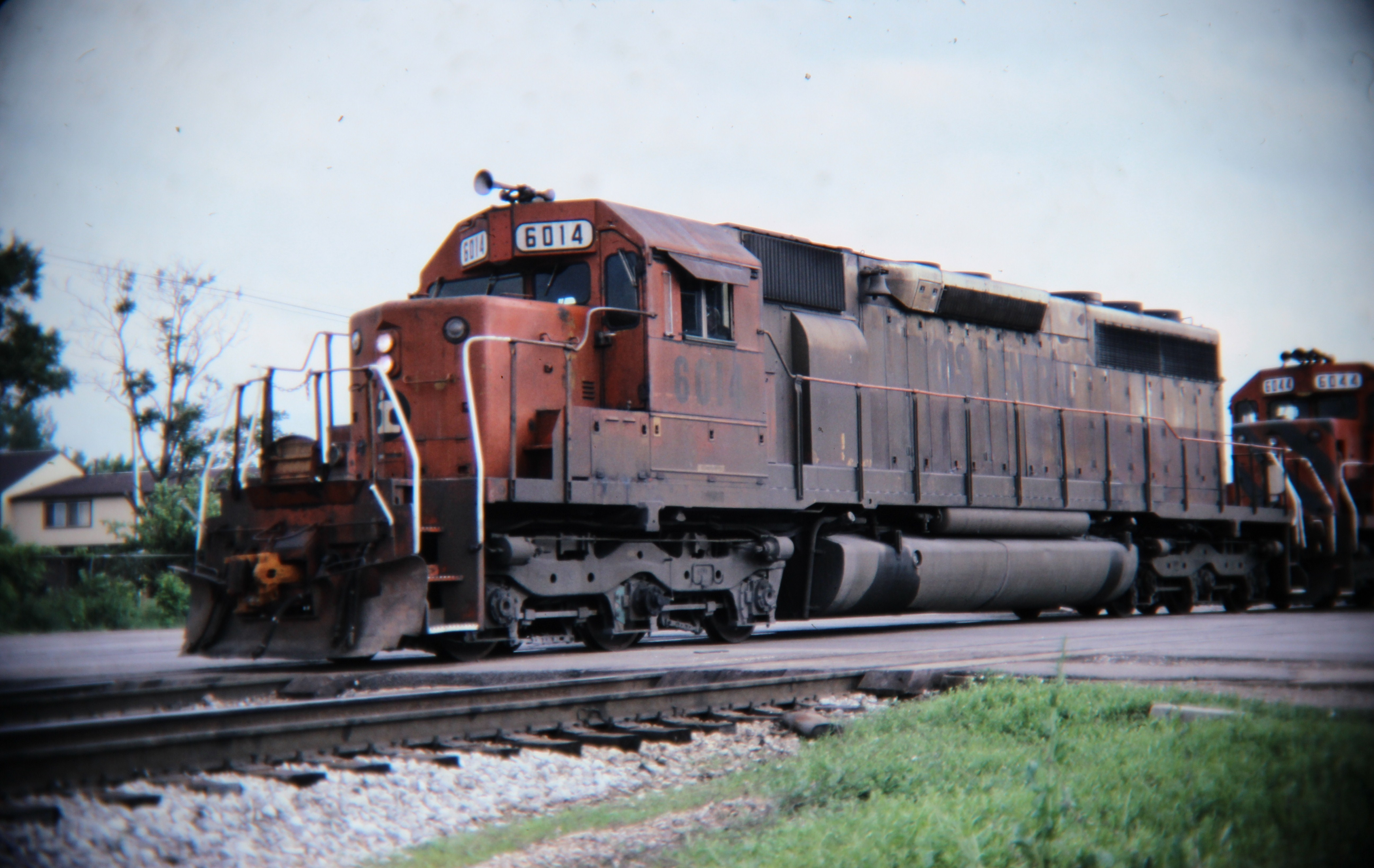
일리노이 센트럴 걸프 도장의 IC 6014호.

- 일리노이 센트럴 6014호는 레일엑스코에 의해 보존되고 있으며, 현재 복원 작업이 진행 중이다. 이 유닛은 2023년에 레일엑스코에 의해 구매되었으며 2025년 말부터 유닛을 운영할 계획이다.[2]

## 추가 읽기
- Del Grosso, Robert C. (2001). 《Canadian National Railway Historical Review and Motive Power Directory》. Great Northern Pacific Publications.